# Nîmes Olympique 2011-2012
Questa voce raccoglie le informazioni riguardanti il Nîmes Olympique nelle competizioni ufficiali della stagione 2011-2012. 

## Rosa
| N. |                           | Ruolo | Calciatore          |
| -- | ------------------------- | ----- | ------------------- |
| 1  | Canada (bandiera)         | P     | Haidar Al-Shaïbani  |
| 3  | Francia (bandiera)        | D     | Maxime Poundjé      |
| 4  | Francia (bandiera)        | C     | Sébastien Piocelle  |
| 5  | Serbia (bandiera)         | D     | Miodrag Stošić      |
| 6  | Francia (bandiera)        | C     | Jonathan Parpeix    |
| 7  | Togo (bandiera)           | C     | Komlan Amewou       |
| 8  | Francia (bandiera)        | A     | Wilfried Niflore    |
| 9  | Francia (bandiera)        | A     | Romain Thibault     |
| 10 | Francia (bandiera)        | A     | Nicolas Benezet     |
| 11 | Benin (bandiera)          | C     | Mouritala Ogunbiyi  |
| 12 | Costa d'Avorio (bandiera) | A     | Seydou Koné         |
| 14 | Francia (bandiera)        | A     | Grégory Dutil       |
| 15 | Costa d'Avorio (bandiera) | A     | Lamine Diarrassouba |
| 16 | Francia (bandiera)        | P     | Cyrille Merville    |
| 17 | Francia (bandiera)        | C     | Florian Sansone     |
| 18 | Francia (bandiera)        | D     | Benoît Poulain      |

| N. |                           | Ruolo | Calciatore         |
| -- | ------------------------- | ----- | ------------------ |
| 19 | Francia (bandiera)        | D     | Moussa Sidibé      |
| 20 | Francia (bandiera)        | D     | Vincent Carlier    |
| 21 | Marocco (bandiera)        | D     | Yassine Haddou     |
| 22 | Francia (bandiera)        | D     | Aurélien Boche     |
| 23 | Francia (bandiera)        | C     | Emmanuel Corrèze   |
| 24 | Francia (bandiera)        | A     | Steve Haguy        |
| 25 | Francia (bandiera)        | A     | Renaud Ripart      |
| 26 | Mali (bandiera)           | C     | Alphousseyni Keita |
| 27 | Burkina Faso (bandiera)   | A     | Issouf Ouattara    |
| 28 | Francia (bandiera)        | C     | Malik Hsissane     |
| 29 | Francia (bandiera)        | D     | Arnaud Farras      |
| 30 | Francia (bandiera)        | P     | Mathieu Michel     |
|    | Francia (bandiera)        | P     | Gauthier Gallon    |
|    | Francia (bandiera)        | D     | Kévin Martin       |
|    | Francia (bandiera)        | C     | Olivier Davidas    |
|    | Costa d'Avorio (bandiera) | A     | Yannick Boli       |